# Harry Furniss
Henry Furniss (26 de marzo de 1854 – 14 de enero de 1925) fue un artista e ilustrador de origen irlandés.

## Biografía

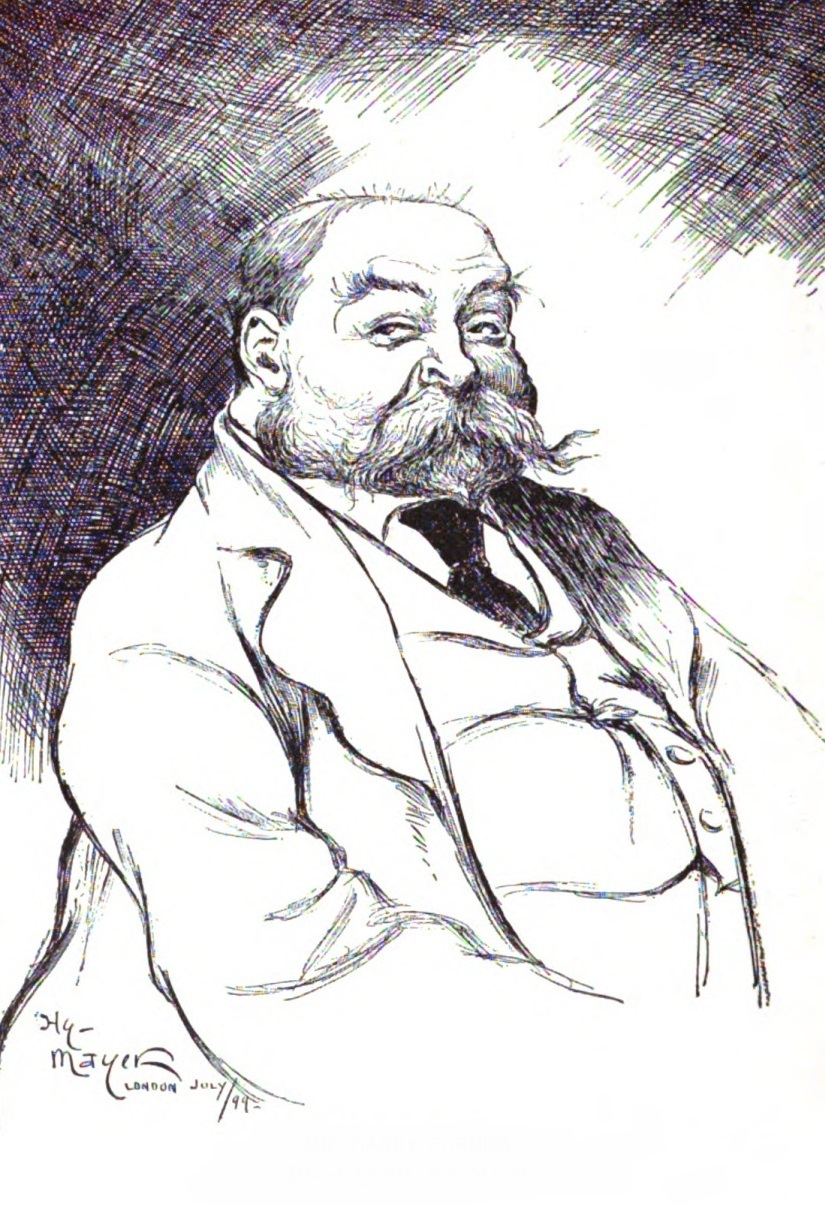
Caricatura de Harry Furniss

Nacido en Wexford, Irlanda, su padre era inglés, y su madre escocesa, y Furniss se identificaba como inglés. Fue educado en el Wesley College de Dublín.
Su primer trabajo como ilustrador fue para Illustrated Sporting and Dramatic News, y cuando la publicación fue adquirida por el propietario de The Illustrated London News, él se pasó a esta última. En ella ilustró eventos sociales como la Regata Oxford-Cambridge, la carrera hípica Goodwood, e incluso el lujoso baile anual del Hospital Brookwood. Igualmente, ilustró aspectos menos agradables de la vida en la Inglaterra de la época, como fue el escandaloso juicio por divorcio de Gertrude Elizabeth Blood. 
Pasados unos años, Furniss pasó a The Graphic, inicialmente escribiendo e ilustrando una serie de suplementos titulados "Life in Parliament". A partir de entonces, él afirmaba que rara era la publicación con la que no tendría algún tipo de conexión.
Sus dibujos humorísticos de mayor fama se publicaron en Punch, para la cual empezó a trabajar en 1880, y para la cual hizo más de 2.600 dibujos. Dejó Punch en 1894, cuando sus propietarios descubrieron que él había vendido uno de sus dibujos en la revista a la compañía Jabón Pears para ser utilizado en una campaña publicitaria. Cuando dejó Punch, Furniss lanzó una revista de humor propia, Lika Joko, pero la publicación fracasó, por lo que decidió viajar a los Estados Unidos, donde trabajó como guionista y actor en la recién nacida industria cinematográfica, y donde, en 1914, trabajó en el primer film de animación para Thomas Edison.
Furniss también ilustró la novela de Lewis Carroll Silvia y Bruno en 1889, y Sylvie and Bruno Concluded en 1893.  Carroll y Furniss en ocasiones produjeron al mismo tiempo los textos y los dibujos. Carroll ejercía un fuerte control sobre los dibujos de Furniss, hasta el extremo de que Furniss simulaba estar fuera cuando Carroll llamaba a su casa. Tras completar Sylvie and Bruno Concluded, Furniss juró no volver a trabajar nunca para el autor.
Otro de los trabajos destacados de Furniss fue la ilustración efectuada en 1890 para el volumen Golf de la serie de libros Badminton Library. 
En 1902 publicó una autobiografía en dos volúmenes titulada The Confessions of a Caricaturist, y un posterior volumen de material personal y anécdotas, Harry Furniss At Home, se publicó en 1904.
Furniss escribió e ilustró veintinueve libros propios, entre ellos Some Victorian Men y Some Victorian Women. Además, ilustró treinta y cuatro trabajos para otros autores, entre ellos las obras completas de Charles Dickens y William Makepeace Thackeray.
En algunos proyectos, como sus ilustraciones para los libros Wallypug de G. E. Farrow, Furniss colaboró con su hija, la artista Dorothy Furniss (1879–1944).
Harry Furniss falleció en Londres, Inglaterra, en 1925. Había estado casado desde 1877 con Marian Rogers.

## Obras

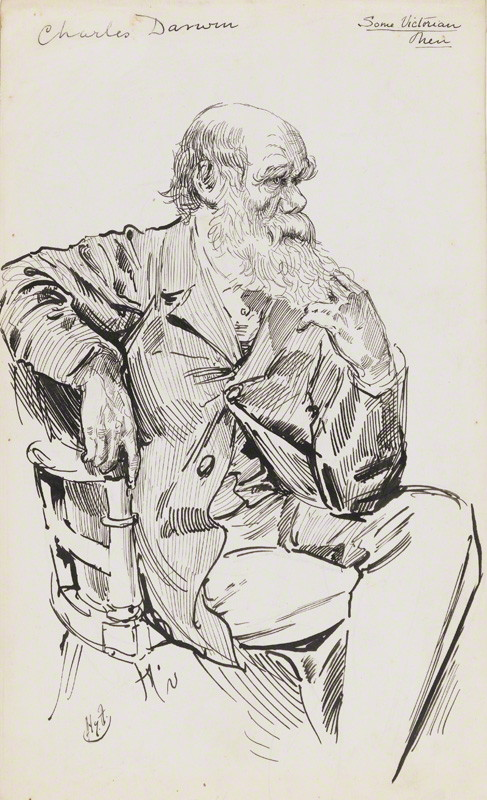
Caricatura de Charles Darwin, obra de Furniss

### Obras escritas e ilustradas por Harry Furniss
- Royal Academy, an artistic joke - 1887
- M.P.'s in Session - 1889
- Australian Sketches- Made on Tour - 1899
- The Confessions of a Caricaturist - 1901
- Harry Furniss At Home - 1904
- Some Victorian Women - Good, Bad, and Indifferent - 1923
- Some Victorian Men - 1924
- The Two Pins Club - 1925

### Trabajos ilustrados por Harry Furniss
- Romps, con versos de Horace Lennard, impreso por Edmund Evans - 1885
- Silvia y Bruno, de Lewis Carroll - 1889
- Brayhard, The Adventures of One Ass and Seven Champions - 1890
- Sylvie and Bruno Concluded, de Lewis Carroll - 1893
- The Wallypug of Why, de G. E. Farrow - 1895
- Gamble Gold, de Edward Abbott Parry - 1907
- Charles Dickens Library, de Charles Dickens - 1910